# Guatemala en los Juegos Paralímpicos de Pekín 2008
Guatemala estuvo representada en los Juegos Paralímpicos de Pekín 2008 por un deportista masculino. El equipo paralímpico guatemalteco no obtuvo ninguna medalla en estos Juegos.